# Xaver von Segesser von Brunegg

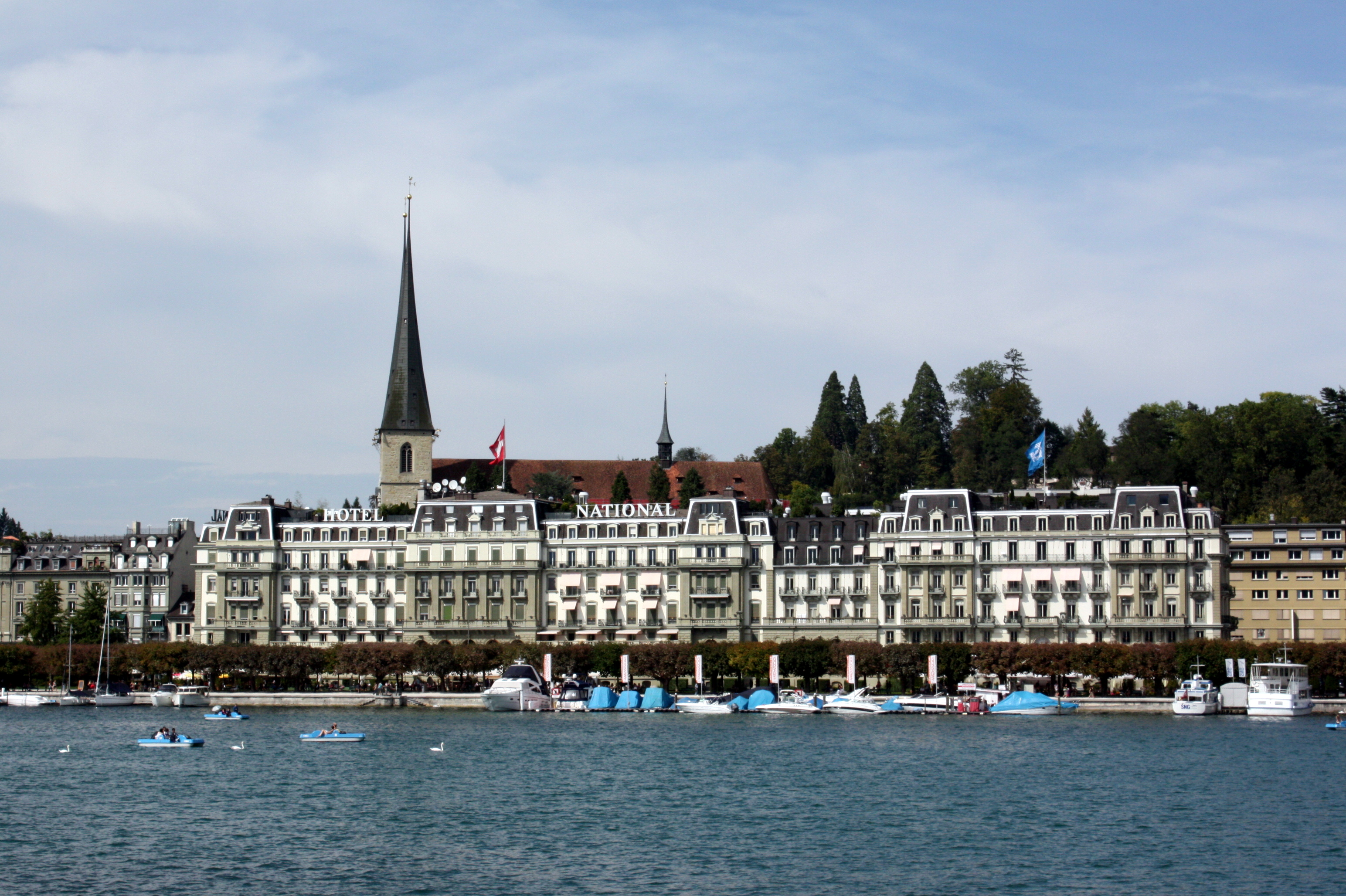
Das Hotel National, der linke Teil mit Mittel- und zwei Eckrisaliten stammt von 1869

Xaver von Segesser von Brunegg (* 21. September 1814 in Luzern; † 10. Februar 1874 ebenda) war ein Schweizer Architekt und Hotelier, der die Entwicklung des Tourismus in der Zentralschweiz mitprägte.

## Ausbildung und Karriere
Der aus dem Luzerner Patriziat stammende Xaver von Segesser von Brunegg führte ab 1840 bis zu seinem Tod das von seinem Vater 1834 gegründete Hotel Rigi Kaltbad. An seiner Karriere lässt sich die allgemeine Entwicklung des Hotelbaus seiner Zeit ablesen. Als Architekt trat er wohl 1845 erstmals beim Hotel Schweizerhof Luzern auf, das noch einem klassizistischen Bautypus adliger Stadthäuser verhaftet war, dem Hôtel particulier. Das zweieinhalb Jahrzehnte später gebaute Hotel National dagegen lehnt sich an französische Schlossanlagen des 17. und 18. Jahrhunderts an, für die grösseren Bauvolumen (und grössere Zimmeranzahl) musste hier eine angemessene Repräsentation gefunden werden, ein Typus, der bis weit über die Jahrhundertwende verbindlich wurde. Auch wenn die Baupläne die Unterschrift Xaver von Segessers tragen, kann man annehmen, dass an den Bauprojekten teilweise jeweils auch sein Bruder Joseph Placidus, sein Neffe Heinrich Viktor sowie Alphons Maximilian Pfyffer von Altishofen beteiligt waren.

## Werke (Auswahl)
- Hotel Schweizerhof, Luzern 1844–45
- Hotel Rigi Kaltbad, Weggis, 1850 (Mitarbeit) und 1864 (Ausbau)
- Hotel National, Luzern 1867–69